# Стюарт, Джон, 3-й граф Бьют
Джон Стюарт, 3-й граф Бьют (англ. John Stuart, 3rd Earl of Bute; 25 мая 1713 — 10 марта 1792) — шотландский дворянин и английский государственный деятель, премьер-министр Великобритании (с 1762 по 1763 годы), первый шотландец на посту премьер-министра после акта о Союзе 1707 года.

## Биография
Джон Стюарт 3-й граф Бьют — представитель одной из младших ветвей дома Стюартов (так называемые Стюарты из Бьюта), приходился близким родственником клана Кэмпбелл, его мать была дочерью Арчибальда Кэмпбелла, 1-го герцога Аргайла. После смерти своего отца, Джеймса Стюарта (англ. James Stuart), 2-го графа Бьютского, в 1723 году Джон становится новым правителем графства Бьют (англ. Marquess of the County of Bute), названного в честь одноимённого острова (англ. Bute, гэльск. Eilean Bhòid).
В 1720—1728 годах Джон учился в Итонском колледже, затем, в 1728—1732 годах в Лейденском университете (Нидерланды), по окончании которого получил степень по гражданскому и публичному праву.
24 августа 1736 года Джон Стюарт женился на Мэри Уортли Монтегю (англ. Mary Stuart, Countess of Bute), дочери Эдварда и Мэри Уортли Монтегю.
В 1737 году Джон Стюарт был избран представителем шотландских пэров, но так как Джон не занимался в палате лордов активной деятельностью, представителем, переизбран он в 1741 году не был. После Джон Стюарт вернулся в Шотландию, где в течение нескольких лет, занимался управлением своими владениями и ботаникой.
После якобитского восстания 1745 года Бьют переехал в Вестминстер (Лондон), где спустя два года познакомился с Фредериком Луисом, принцем Уэльским, и стал его ближним сподвижником. После смерти Фредерика в 1751 году, Джон Стюарт остается воспитателем при сыне Луиса — Георге Вильгельме Фредерике, и советником семьи при регенте — вдове Фредерика, Августе Саксен-Готской, о тайной связи которой с графом Бьют ходили необоснованные слухи.

### Премьер-министр
Когда в 1760 году Георг стал королём Великобритании, Джон Стюарт имел на своего ученика немалое влияние. Бьют, будучи приверженцем партии тори, воспитал на этих же принципах Георга, в результате чего, с первых же дней своего правления, Георг III решился сломить силу вигской партии. При помощи «друзей короля» был отстранен от власти премьер-министр Уильям Питт, а на его место был назначен Джон Стюарт.
Действия Стюарта на посту премьер-министра известны введением дополнительных налогов, в частности налога на сидр 1763 года. Считается, что во время Семилетней войны Стюарт вёл тайные переговоры с французами. После заключения Парижского мирного договора 1763 года Джон Стюарт граф Бьют под давлением вигской оппозиции и в результате широкого недовольства масс его налоговой политикой был вынужден уйти в отставку. При этом Бьют оставался в палате лордов вплоть до 1780 года.
Всю оставшуюся жизнь Джон Стюарт провёл в своём имении в Хэмпшир на юге Англии, где он вновь вернулся к своим исследованиям в ботанике. К тому же Бьют занялся меценатством, он покровительствовал писателям и художникам, среди которых были Сэмюэл Джонсон, Тобайс Смоллетт, Роберт Адам, Уильям Робертсон (англ. William Robertson) и Джон Хилл (англ. John Hill).
Джон Стюарт, 3-й граф Бьют умер 10 марта 1792 года, и был похоронен в Розесее, на острове Бьют.

## Семья
У Джон Стюарта и Мэри Уортли Монтегю было девять детей, из них четыре сына и пять дочерей:
- Мэри (1741—1824); в 1761 году вышла замуж за Джеймса Лоутера (англ. James Lowther, впоследствии 1-го графа Лонсдейла (англ. the 1st Earl of Lonsdale).
- Джон (1744—1814), 1-й маркиз Бьют.
- Анна (1745—?), в 1764 году вышла замуж за лорда Уоркуорта, впоследствии 2-го герцога Нортумберленда.
- Джеймс Арчибальд (1747—1818).
- Джейн (1748—1828), в 1768 году вышла замуж за Джорджа Макартни, впоследствии 1-го графа Макартни.
- Чарлз (1753—1801).
- Уильям (1755—1822).
- Каролина (1756—1813), в 1778 году вышла замуж за Джона Доусона (англ. John Dawson, впоследствии 1-го графа Портэрлингтона (англ. the 1st Earl of Portarlington.
- Луиза (1757—1851).